# Pierre-Alexis Pessonneaux
Pierre-Alexis Pessonneaux (Belley, 25 novembre 1987) è un velocista francese.

## Palmarès
| Anno | Manifestazione          | Sede       | Evento      | Risultato | Prestazione | Note                                     |
| ---- | ----------------------- | ---------- | ----------- | --------- | ----------- | ---------------------------------------- |
| 2009 | Giochi del Mediterraneo | Pescara    | 200 m piani | 4º        | 21"00       |                                          |
| 2009 | Giochi del Mediterraneo | Pescara    | 4×100 m     | Argento   | 39"49       |                                          |
| 2009 | Europei under 23        | Kaunas     | 200 m piani | 8º        | 21"13       |                                          |
| 2009 | Europei under 23        | Kaunas     | 4x100 m     | Argento   | 39"26       |                                          |
| 2009 | Mondiali                | Berlino    | 4×100 m     | 8º        | 39"21       |                                          |
| 2010 | Europei                 | Barcellona | 4×100 m     | Oro       | 38"11       | Miglior prestazione personale stagionale |
| 2012 | Europei                 | Helsinki   | 4×100 m     | Bronzo    | 38"46       |                                          |
| 2012 | Giochi olimpici         | Londra     | 4×100 m     | Bronzo    | 38"16       |                                          |
| 2013 | Giochi del Mediterraneo | Mersin     | 200 m piani | 8º        | 21"30       |                                          |
| 2015 | World Relays            | Nassau     | 4×100 m     | 5º        | 38"81       |                                          |
| 2015 | World Relays            | Nassau     | 4×200 m     | Argento   | 1'21"49     |                                          |